# Glenea flavomaculatoides
Glenea flavomaculatoides là một loài bọ cánh cứng trong họ Cerambycidae.